# Menulfo
São Menulfo, também conhecido como Menou ou Menulfo de Quimper (do latim Menulphus) foi um bispo católico do século VII, posteriormente considerado santo. Seu dia consagrado é 12 de Julho

## Biografia
Menulfo nasceu nas Ilhas Britânicas, provavelmente na Irlanda. Foi ordenado bispo de Quimper, na Bretanha (actualmente parte da França). Morreu perto da cidade de Bourges quando voltava de uma peregrinação à Roma.